# Exhibition Centre London

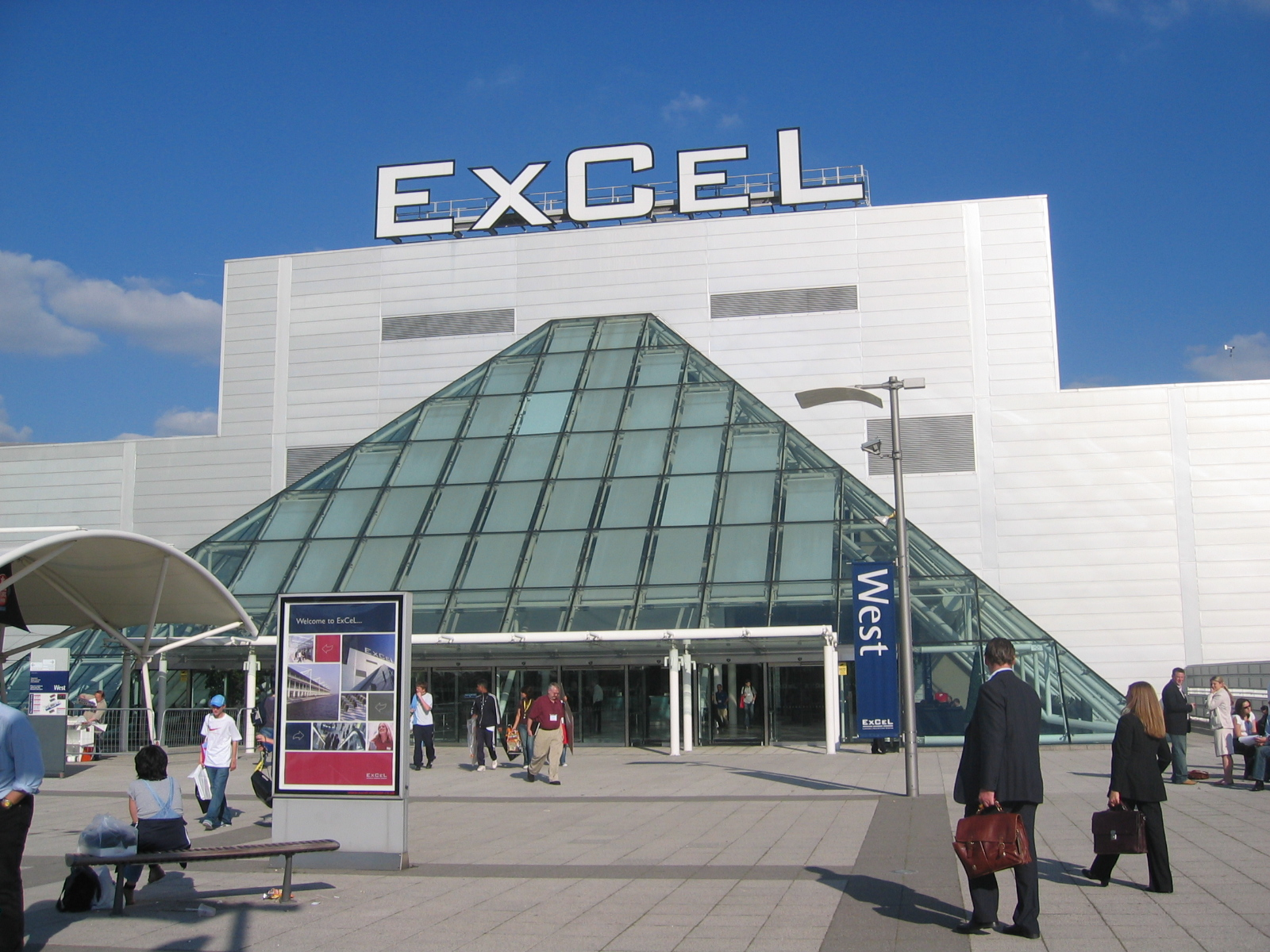
Exhibition Centre London

Das Exhibition Centre London, kurz ExCeL ist ein im November 2000 eröffnetes Messegelände in den Royal Docks, einem Teil der Docklands im Osten von London. Der Name setzt sich zusammen aus Exhibition, Centre und London.
Das ExCeL-Gelände ist über 400.000 m² groß und befindet sich am nördlichen Quai des Royal Victoria Dock. Zwar wurden die Docks bereits 1981 für die Handelsschifffahrt geschlossen, doch sind sie noch immer mit Schiffen zugänglich. Dies ist vor allem dann nützlich, wenn die London Boat Show stattfindet, die größte Bootsmesse Großbritanniens. Die Messehalle selbst besteht aus zwei je 32.500 m² großen Hallen. Diese können wiederum in kleinere Einheiten unterteilt werden. Erreichbar ist ExCeL mit der Docklands Light Railway (Station Custom House). Der London City Airport befindet sich etwa einen halben Kilometer weiter östlich auf der anderen Seite des Docks.
Für die Olympischen Spiele 2012 und die Paralympics 2012 wurde das ExCeL in vier Sporthallen mit einer Kapazität für 6.000 bis 10.000 Zuschauer aufgeteilt. Während der Olympischen Spiele haben hier die Wettkämpfe im Boxen, Judo, Taekwondo, Tischtennis, Fechten, Gewichtheben und Ringen stattgefunden sowie bei den Paralympics die Wettkämpfe im Rollstuhlfechten, Tischtennis, Judo, Powerlifting, Sitzvolleyball und Boccia. 